# 天磐船
天磐船（あまのいわふね）とは日本神話において、天神である饒速日命が高天原から中津国（地上）に降りる際に使用したとされる船。

## 概要
日本書紀
- 塩土老翁は神武天皇に「東方によき地有り。青山四方にめぐれり。その中にまた、天磐船に乗りて飛びくだる者有り」と教え、神武天皇はその者を饒速日命だと考えた。（神武天皇即位前紀甲寅年）[1]
- 長髄彦は神武天皇に使いを派遣し「むかし、天神の子が有り、天磐船に乗って天より降ってきた。名を櫛玉饒速日命といい、わが妹三炊屋媛を娶り可美真手命という子を生んだ。私は饒速日命に仕えている。」と伝えた。（神武天皇即位前紀戊午年十二月）[2]

先代旧事本紀
- 正哉吾勝勝速日天押穂耳尊と万幡豊秋津師姫命の子、天照国照彦天火明櫛玉饒速日尊は天磐船に乗って河内国河上哮峯（いかるがのたけ）に降りた。そして大倭国鳥見白庭山に遷座した。饒速日尊は天磐船で空を飛んでいる際、地上を見て「虚空見日本国（そらみつやまとのくに）」と言った。（天神本紀・天孫本紀）[3]

石切劔箭神社の社史によればこの時饒速日命らが乗ってきた天磐船は一隻だけではなく複数の船団だったという。
後に「やまと」は大和国に、「日本」は大化の改新で日本の国号となった。また饒速日命が乗って来たという天磐船は大阪府交野市の磐船神社と大阪府南河内郡河南町の磐船大神社にそれぞれ御神体として祭られており、参拝客が見物できる。大正時代には上記の説話にあやかって京都府八幡市に飛行神社が建立された。

## 摂津国の磐船
摂津国風土記
- 天稚彦が天から降った際に、天探女が磐船に乗って到来した地を高津と称した。[4]

朝野群載
- 摂津国東方於二味原一有二石船一。往年下照姫垂跡云云。其磐舟四十尋余、亘二十尋余、石中有二凹凸一、置二中央宝珠一顆一、名曰二如意珠一。其船向二東北一侍二智者一揺動、其上有レ祠祭二祀石霊一云云。[5]